# تپه چیا سرخ
تپه چیا سرخ در شهرستان کوهدشت، بخش مرکزی، دهستان کوهدشت جنوبی، روستای باباقلی واقع شده و این اثر در تاریخ ۸ بهمن ۱۳۸۵ با شمارهٔ ثبت ۱۷۰۹۱ به‌عنوان یکی از آثار ملی ایران به ثبت رسیده است.